# Hidetaka Miyazaki

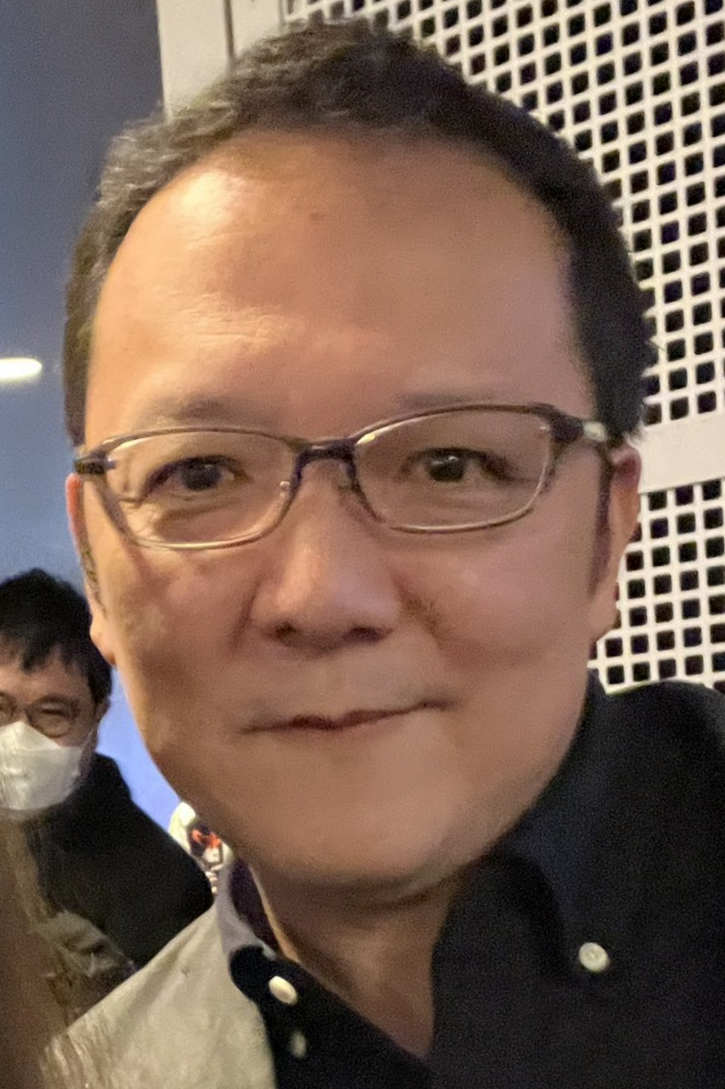
Miyazaki, 2022

Hidetaka Miyazaki (jap. 宮崎 英高, Miyazaki Hidetaka; * 1974 in Shizuoka, Präfektur Shizuoka) ist ein japanischer Spieleentwickler, Designer, Schriftsteller und Präsident der Videospielfirma FromSoftware. Miyazaki begann 2004 als Game Designer für Armored Core bei FromSoftware zu arbeiten. Bekannt wurde er für die Leitung der Spielserie Souls. Obwohl Miyazaki die ersten beiden Videospiele der Serie inszeniert hat, entschied er sich aufgrund der parallel stattfindenden Entwicklung von Bloodborne, eine weniger aktive Rolle bei der Entwicklung von Dark Souls II zu übernehmen, während Tomohiro Shibuya und Yui Tanimura die Co-Regie übernahmen.

## Kindheit
Miyazaki sagt, dass er „unglaublich arm“ und ohne Ambitionen aufgewachsen sei. Dennoch las er viel, aber da seine Eltern es sich nicht leisten konnten, ihm Bücher oder Mangas zu kaufen, musste er sich diese in der Bibliothek seiner Heimat Shizuoka leihen. Die Bücher, die er zu dieser Zeit las, viele davon auf Englisch, überstiegen manchmal seine Lesefähigkeiten und beinhalteten Teile, die er nicht komplett verstand. Die fehlenden Abschnitte überbrückte er, indem er mit Hilfe der danebenstehenden Illustrationen seine Vorstellungskraft einsetzte, und nutzte diese Technik als Inspiration für einige seiner späteren Ideen im Bereich des Videospiele-Designs. Außerdem erlaubten seine Eltern keine Videospiele, bis er alt genug war, um zur Universität zu gehen. Daher spielte er stattdessen mit Gamebooks und Tabletop-Spielen wie zum Beispiel Steve Jacksons Sorcery! und Dungeons & Dragons.

## Karriere

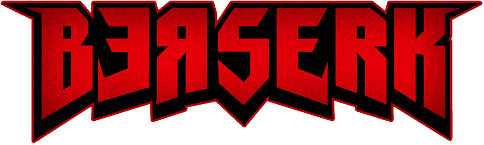
Berserk (Manga) eine von Hidetaka Miyazakis vielen Inspirationen

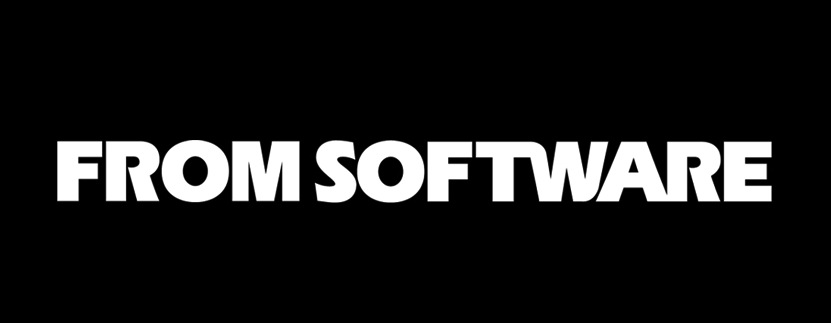
Firmenlogo From Software

Nach dem Abschluss an der Keiō-Universität fing Miyazaki bei der Oracle Corporation an zu arbeiten. Aufgrund einer Empfehlung eines Freundes, begann er im Jahr 2001 damit, Ico zu spielen, was ihn dazu brachte, einen Wechsel in die Spielebranche als Spieldesigner ins Auge zu fassen. Miyazaki musste jedoch feststellen, dass ihn aufgrund seines Alters von 29 Jahren nur wenige Spieleentwickler einstellen würden – einer der wenigen war FromSoftware, wo Miyazaki 2004 als Spieleplaner  des bereits zu großen Teilen fertig gestellten Armored Core begann.
Als er zum ersten Mal von dem Projekt erfuhr, das später als Demon’s Souls bekannt wurde, bot er seine Hilfe an. Das Projekt wurde bis zu dem Zeitpunkt, als Miyazaki hinzustieß, firmenintern als Misserfolg angesehen. Miyazaki sagte dazu: „Ich dachte mir, wenn ich einen Weg finden könnte, die Kontrolle über die Entwicklung zu erlangen, könnte ich es formen, wie ich es mir vorstellte. Aber das Beste war: Falls meine Ideen nicht funktionieren würden, dann würde es niemanden interessieren – das Spiel war ja bereits gescheitert.“ Obwohl das Spiel bei der Tokyo Game Show 2009 eher negativ aufgenommen wurde und sich weit unter den Erwartungen verkaufte, nahmen nach ein paar Monaten die Verkäufe zu und es fanden sich Vertriebsgesellschaften, die das Spiel außerhalb Japans veröffentlichen wollten.
Nach der Veröffentlichung und dem Erfolg von Dark Souls im Jahr 2011 wurde Miyazaki im Mai 2014 in den Rang eines Präsidenten der Firma befördert.
Nach der Veröffentlichung von Bloodborne im März 2015 kehrte Miyazaki mit Unterstützung von Isamu Okano und Yui Tanimura (Steel Battalion: Heavy Armor, Dark Souls II) zu der Souls-Saga als Regisseur von Dark Souls III zurück.
Für die Entwicklung von Elden Ring erhielt er gemeinsam mit George R. R. Martin den Nebula Award 2023 in der Kategorie „Game Writing“.

## Einflüsse

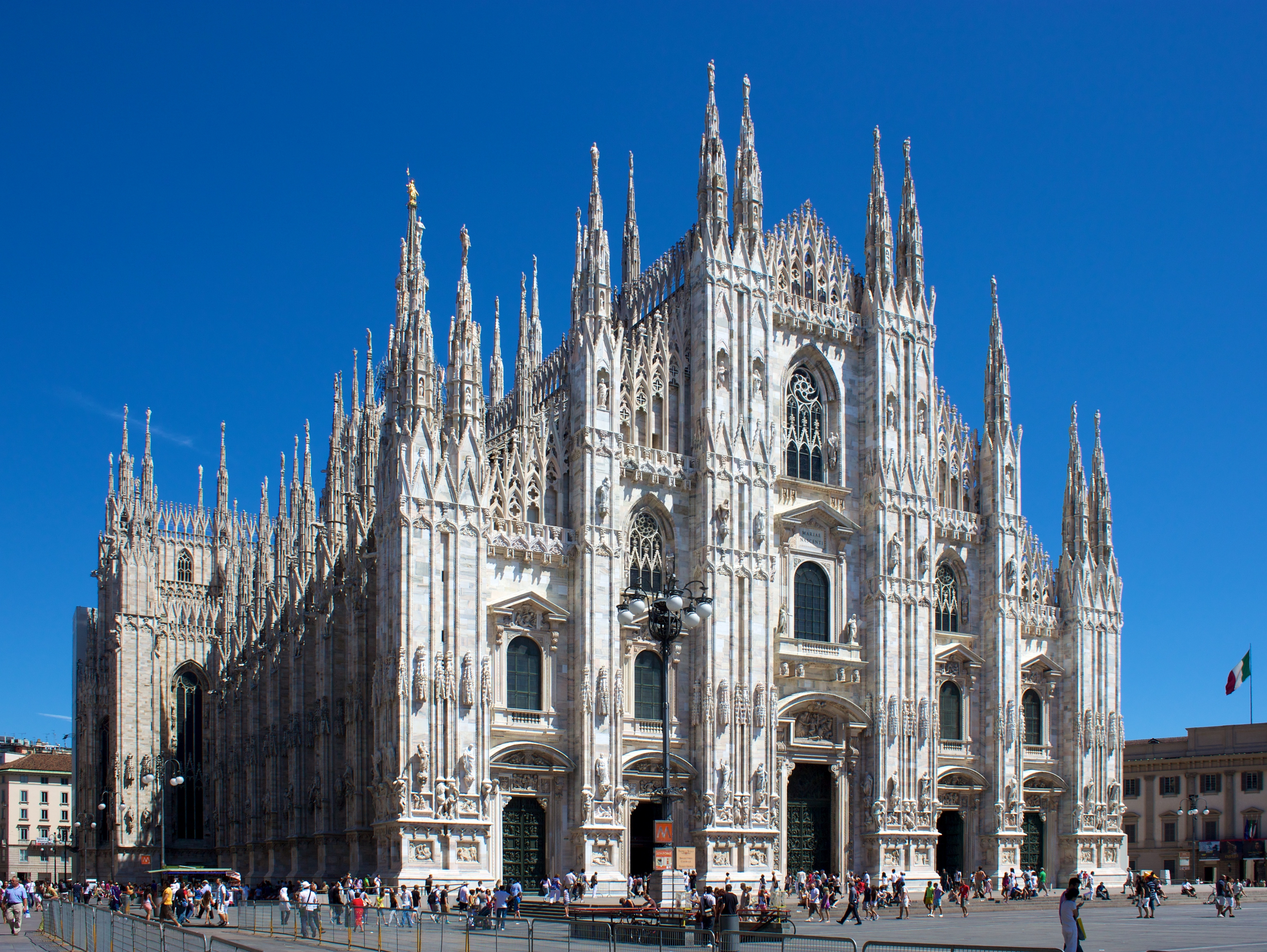
Miyazaki lässt sich oft von der Architektur der realen Welt inspirieren und nimmt sie in seine Philosophie des Spieldesigns auf. Ein solches Beispiel ist der Mailänder Dom in Italien, von dem aus er Anor Londo modellierte, einen zentralen Ort in Dark Souls.

Zu Miyazakis Einflüssen zählen Videospiele wie Ico, die ersten Spiele der Dragon-Quest-Saga, und das King’s-Field-Franchise sowie die Manga Berserk, Saint Seiya, und JoJo no Kimyō na Bōken und Spielbücher wie Sorcery!.

## Spiele von Hidetaka Miyazaki (Auswahl)
| Jahr | Titel                     | Rolle      |
| ---- | ------------------------- | ---------- |
| 2005 | Armored Core: Last Raven  | Planer     |
| 2006 | Armored Core 4            | Regisseur  |
| 2008 | Armored Core: For Answer  | Regisseur  |
| 2009 | Demon’s Souls             | Regisseur  |
| 2011 | Dark Souls                | Regisseur  |
| 2014 | Dark Souls II             | Supervisor |
| 2015 | Bloodborne                | Regisseur  |
| 2016 | Dark Souls III            | Regisseur  |
| 2018 | Déraciné                  | Regisseur  |
| 2019 | Sekiro: Shadows Die Twice | Regisseur  |
| 2022 | Elden Ring                | Regisseur  |